# Popido
Popido (el idioma popular) es una derivación del idioma esperanto, creado por Manuel Halvelik (nombre verdadero, Kamiel Vanhulle), quien también fue el creador de los dialectos gavaro y arcaicam esperantom. La intención de Halvelik de ninguna manera era intentar crear un nuevo idioma internacional que reemplazara al esperanto, sino intentar darle al esperanto la "posibilidad expresiva de una jerga", por ejemplo, la variación de la lengua en una de mucho menos prestigio, debido a que esta sería hablada por personas como criminales o no estudiadas.
El autor decidió no modificar demasiado el diccionario y la gramática del esperanto para este proyecto, por lo que la mayor parte de los cambios están relacionados hacia las terminaciones y pequeñas palabras.

## Diferencias entre el popido y el esperanto

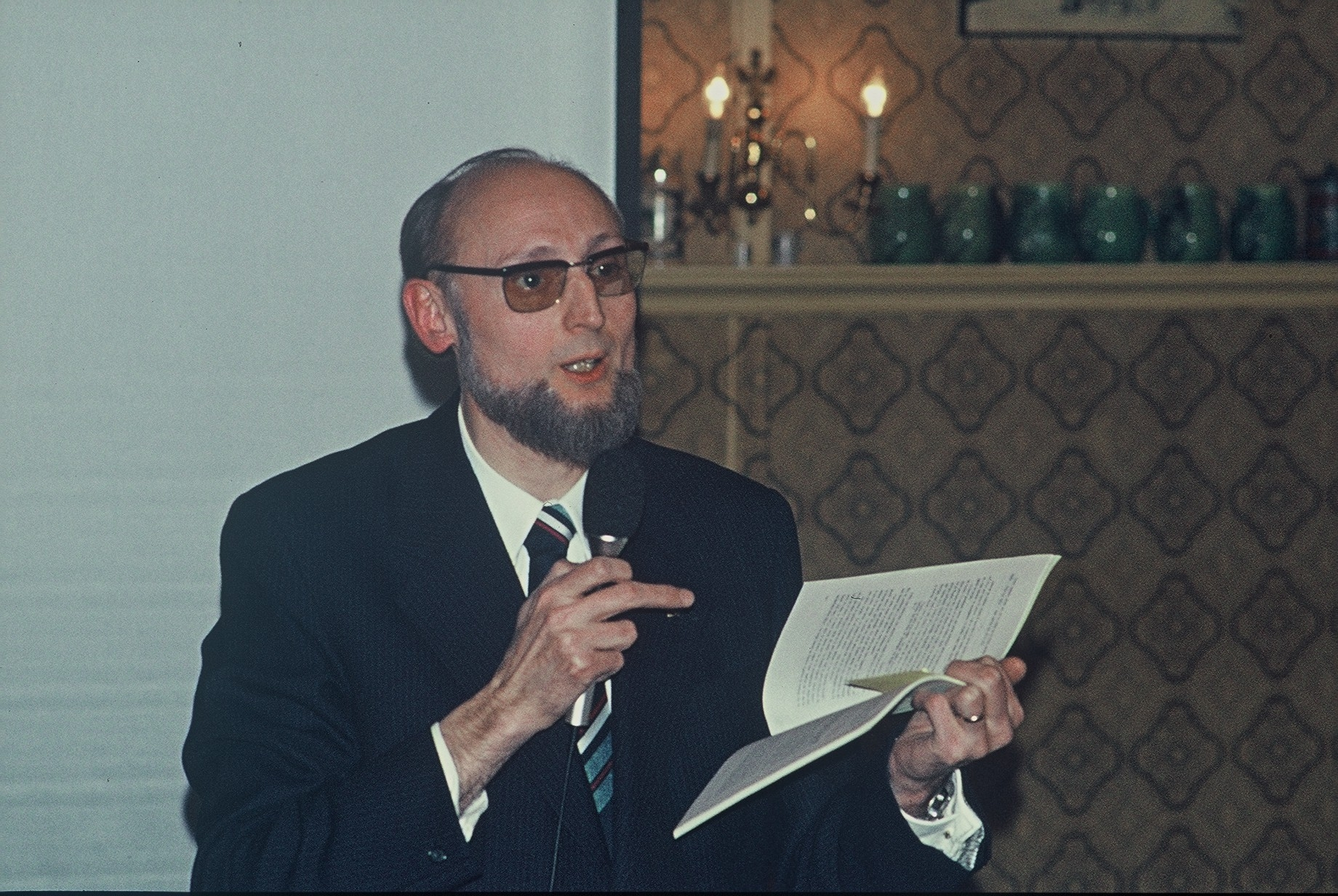
Manuel Halvelik en 1975 durante un discurso en una reunión de esperantistas.

## Vocabulario
- El popido conserva el mismo alfabeto y además la letra "w", la cual reemplaza a la "ŭ".

- Se Introduce una nueva letra, la "ê /ə/ (schwa)".

- El par de consonantes KV, SV y TV se convierten respectivamente en KW o KF, SW o SF y TW o TF. Juntándolas sin alterar la manera de escribir.

### Diferencias respecto al Fundamento

#### 1.ª Regla
El artículo "la" se convierte en "lo" y en plural en "los" (no declina).

#### 2.ª Regla
El sustantivo pierde la terminación "o" y no se le añade apóstrofo (´). Para embellecer la fonética, se puede añadir la terminación "ê". ej: de esta manera la palabra viro (hombre) se convierte en vir o virê. En el Plural se añade la terminación "s" en vez de la tradicional "j". el acusativo "-n" existe pero no es obligatorio, debido a que el orden de las palabras es SVO (Sujeto Verbo Objeto). cuando la palabra esta en plural y es acusativa, entonces el acusativo -n va detrás del plural s, por ejemplo en los ĉevalêns (La ĉevalojn, los caballos).

#### 4.ª Regla
Sin cambios, excepto unu, dek, cent, mil y miliono, los cuales se transforman en won, diks, ĉend, milje y miljun.

#### 5.ª Regla
Los pronombres se mantienen inalterados, excepto "ili", el cual es reemplazado por "zi". El pronombre de la segunda persona singular es "ci", "vi" es solamente usado en el caso plural de la segunda persona. El caso posesivo se cambia por ma, ca, la, ŝa, ĝa, ona, na, va, za, sa.

#### 6.ª Regla
La terminación de los verbos son "aj", "at", "it", "ot", "ut", "u", los cuales reemplazan respectivamente a "i", "as", "is", "os", "us", "u". La terminación de los participios se convierten en and, ind, ond, ad, id, od.
Ej: li manĝat (li manĝas); ni venot (ni venos); zi estit trinkandas (ili estis trinkantaj).

### Otras diferencias gramaticales

#### Verbos
Los verbos "esti" y "havi" (ser/estar y tener respertivamente), se transforman en una forma más corta:  "saj" y "vaj". Ejemplo: Mi sat ("mi estas"), zi vut ("ili havus").

#### Correlativos
- "ki-" se convierte en "k"
- "ti-" se convierte en "t"
- "i-" se convierte en "hi"
- "nen-" se convierte en "ni"
- "ĉi-" se convierte en "sj"
- "ali" se convierte en "alj"

Las terminaciones -u, -el, -al, -es, etc; Permanecen sin alteraciones.
ejemplo: tu vir ("tiu viro"); sjes propraĵ ("ĉies propraĵo"); kus vars vendat-ci? ("kiujn varojn vi vendas?")

#### Otros
- El diptongo "aŭ" desaparece, "antaŭ" se convierte en ante, "hieraŭ" se transforma en hiere, y así con las demás, siempre reemplazando aŭ por la letra e. Sin embargo, existe el caso especial en donde solo aparece la palabra aŭ, en estos casos aŭ se convierte en o.

- Para no ocasionar confusión, algunos sufijos son modificados: -adz ("-ad"), -idj ("-id"), -iĵ ("-iĝ"), -indz ("-ind") y -ĉ ("-ĉj").

- Es preferible evitar las palabras con el prefijo mal- cuando existen neologismos que significan lo mismo (mava se prefiere más que malbona).

- Se usa "ĉu" muy poco. En cambio, se unen los verbos y el sujeto mediante un guion. ejemplo: sciat-ci? ("ĉu vi scias"?).

- En lugar de palabras científicas derivadas del griego o el latín, se usan palabras con afijos en medio. (vivêsciencist en vez de "biologisto").

- Los nombres propios, excepto de los puramente esperantistas (ejemplo: Rusio, Parizo, Afriko, etc), no declinan o se derivan.

#### Algunos cambios menores en palabras
| Esperanto           | Popido                                       | Español                        |
| ------------------- | -------------------------------------------- | ------------------------------ |
| bonvolu - mi petas  | ples                                         | Por favor                      |
| ĉar                 | bikos                                        | porque - puesto que            |
| Fraŭlo - Fraŭlino   | Mastrê - Mamzel                              | soltero("señorito") - señorita |
| ĝis                 | til                                          | hasta                          |
| jam                 | ŝon                                          | ya                             |
| jes                 | da                                           | si                             |
| kaj                 | ed                                           | y                              |
| ke                  | as                                           | que                            |
| ne                  | nej                                          | no                             |
| rapide              | preste                                       | rápidamente                    |
| sata                | sjata (para no confundir con el verbo "saj") | satisfecho                     |
| sed                 | mo                                           | pero                           |
| Sinjoro - Sinjorino | Sir - Sirin                                  | Señor - señora                 |
| tamen               | toĥ                                          | sin embargo - en cambio        |
| tre                 | muj                                          | mucho - muy                    |
| voto                | vjoto (para no confundir con el verbo vaj)   | voto (religioso)               |

Todas las demás palabras que aparecen en la Plena Ilustrita Vortaro de Esperanto permanecen sin cambios además de las posibles adaptaciones gramaticales del popido.

## Curiosidades
En el libro del popido, hay algunos errores cometidos por el propio autor acerca de su propio idioma.
El autor también propuso normlingva esperanto, la cual declara la necesidad de introducir las letras que "faltan" en el esperanto (y, w, x, q), para representar de una mejor manera la terminología científica derivada del griego y el latín. Por medio de este proyecto, él intento separar el "Esperanto diario" o común (popido) de un esperanto más científico (normlingva esperanto).

## Textos comparativos

### La Espero

#### Popido
- Lo esper

En lo mondên venit nova sent,

Tra lo mond irat forta vok;

Per flugils de facila vent

Nun de lok flugu ĝi al lok.

Nej al glav sangên soifanda

Ĝi tirat lo homa famili:

Al lo mond eterne militanda

Ĝi promesat sankta harmoni.

Sub lo sankta signê de lo esper

Kolektiĵat pacas batalandês,

Ed preste kreskat lo afer

Per labor de los esperandês.

Forte starat murs de jarmiljes (aŭ jarmiljeês)

Inter los popols divididas;

Mo dissaltot los opstinas bars, (PS anstataŭ BS)

Per lo sankta am disbatidas.

Sur newtrala lingva fundament,

Komprenande won lo alia,

Los popols farot en konsent

Won granda rond familia.

Na diligenta kolegar

En labor paca nej laciĵot,

Til lo bela sonĝ de lo homar

Por eterna ben efektiviĵot.

#### Esperanto
- La espero

En la mondon venis nova sento,

Tra la mondo iras forta voko;

Per flugiloj de facila vento

Nun de loko flugu ĝi al loko.

Ne al glavo sangon soifanta

Ĝi la homan tiras familion:

Al la mond' eterne militanta

Ĝi promesas sanktan harmonion.

Sub la sankta signo de l' espero

Kolektiĝas pacaj batalantoj,

Kaj rapide kreskas la afero

Per laboro de la esperantoj.

Forte staras muroj de miljaroj

Inter la popoloj dividitaj;

Sed dissaltos la obstinaj baroj,

Per la sankta amo disbatitaj.

Sur neŭtrala lingva fundamento,

Komprenante unu la alian,

La popoloj faros en konsento

Unu grandan rondon familian.

Nia diligenta kolegaro

En laboro paca ne laciĝos,

Ĝis la bela sonĝo de l' homaro

Por eterna ben' efektiviĝos.

### Padre nuestro

#### Popido
Na Patr

Na Patr, ku sat en lo ĉiel,

sankta su Ca nom,

venu Ca reĝec, su Ca vol,

kel en lo ĉiel, tel anke sur lo ter.

Donu al ni hodie na sjutaga pan

ed pardonu al ni nas ŝuldês

kel ni anke pardonat al nas ŝuldandês;

nej konduku ni en tentên,

mo liberigu ni el mavo.

Amen

#### Esperanto
Patro nia

Patro Nia, kiu estas en la ĉielo,

sanktigata estu via nomo.

Venu via Regno.

Fariĝu via volo,

kiel en la ĉielo tiel ankaŭ sur la tero.

Nian panon ĉiutagan donu al ni hodiaŭ

kaj pardonu al ni niajn ŝuldojn,

kiel ankaŭ ni pardonas al niaj ŝuldantoj.

Kaj ne konduku nin en tenton,

sed liberigu nin de la malbono.

Amen.